# Elymniini
De Elymniini zijn een geslachtengroep van vlinders in de onderfamilie Satyrinae van de familie Nymphalidae. Traditioneel werden de subtribus Lethina, Parargina, Mycalesina en soms ook Zetherina in deze geslachtengroep geplaatst. Moleculair fylogenetisch onderzoek door Marin et al. (2011) was aanleiding om die eerste drie subtribus in de Satyrini te plaatsen, en de laatste de status van zelfstandige geslachtengroep te geven, waarna de Elymniina als enige subtribus in deze geslachtengroep overbleven.

## Geslachten
- Elymniina
  - Elymnias Hübner, 1818
    - = Didonis Hübner, 1819
    - = Dyctis Boisduval, 1832
    - = Agrusia Moore, 1894
    - = Bruasa Moore, 1894
    - = Melynias Moore, 1894
    - = Mimadelias Moore, 1894

  - Elymniopsis Fruhstorfer, 1907